# مرگ بر اثر الکتریسیته

اصطلاح  Electrocution «مرگ با برق» در سال ۱۸۸۹ در ایالات متحده، درست قبل از اولین استفاده از صندلی الکتریکی، ابداع شد و در ابتدا فقط به اعدام با برق اشاره داشت و نه سایر مرگ‌های ناشی از برق.  با این حال، از آنجایی که هیچ کلمه انگلیسی برای مرگ‌های غیرقضایی ناشی از شوک الکتریکی در دسترس نبود، کلمه "Electrocution" سرانجام به عنوان توصیفی برای همه شرایط مرگ ناشی از برق جایگزین شد. 